# Alerte à Miami : Reno 911 !
Alerte à Miami : Reno 911 ! (Reno 911!: Miami), ou L'Escouade Reno 911 à Miami au Québec, est un film américain réalisé par Robert Ben Garant et sorti en  2007

## Fiche technique
- Titre original : Reno 911!: Miami
- Titres français : Alerte à Miami: Reno 911 !
- Titre québécois :  L'Escouade Reno 911 à Miami
- Réalisation : Robert Ben Garant
- Scénario : Robert Ben Garant, Thomas Lennon et Kerri Kenney, d'après la série Reno 911, n'appelez pas !, créée par Robert Ben Garant, Thomas Lennon et Kerri Kenney
- Musique : Craig Wedren
- Directeur de la photographie : Joe Kessler
- Montage : John Refoua
- Distribution des rôles : Julie Ashton
- Création des costumes : Mary Ann Bozek
- Sociétés de production : Twentieth Century Fox Film Corporation, Paramount Pictures, Comedy Central Films, High Sierra Carpeting, Jersey Films, Double Feature Films et Principato-Young Entertainment
- Budget : 10 millions de dollarsUS
- Pays de production :  États-Unis
- Langue originale : anglais
- Format : couleur – 1,85:1
- Durée : 84 minutes
- Genre : comédie
- Dates de sortie :
  - États-Unis : 23 février 2007
  - France : 18 juillet 2007
  - Belgique : 8 août 2007

## Distribution
- Thomas Lennon (VF : Jean-Claude Donda ; VQ : Jean-François Beaupré) : Lieutenant Jim Dangle
- Ben Garant (VQ : Patrice Dubois) : Député Travis Junior
- Kerri Kenney-Silver (VF : Danièle Douet ; VQ : Christine Séguin) : Deputy Trudy Wiegel
- Cedric Yarbrough (VQ : Marc-André Bélanger) : Deputy S. Jones
- Carlos Alazraqui (VQ : Benoit Éthier) : Député James Oswaldo Garcia
- Wendi McLendon-Covey (VQ : Viviane Pacal) : Députée Clementine Johnson
- Niecy Nash (VQ : Camille Cyr-Desmarais) : Deputée Raineesha Williams
- Mary Birdsong : Deputée Cherisha Kimball
- Jack Plotnick : Steve Marmella
- Nick Swardson (VF : Olivier Podesta ; VQ : Hugolin Chevrette) : Terry Bernedino
- Michael Ian Black : Ron
- Patton Oswalt (VQ : Sébastien Dhavernas) : Jeff Spoder
- Paul Rudd (VQ : Martin Watier) : Ethan, le dealer
- Ian Roberts (en) (VQ : Tristan Harvey) : Capt. Rogers
- Chris Tallman (VQ : Daniel Lesourd) : l'expert en alligators
- Paul Reubens : Sir Terrence, le père de Terry
- David Koechner : le shérif d'Aspen
- Dwayne Johnson : agent Rick « The Condor » Smith (caméo, non crédité)
- Danny DeVito : l'avocat du district (caméo)
- J. P. Manoux : le faux Arménien (non crédité)
- Irina Voronina : la topless russe

 Source et légende : version française (VF) sur RS Doublage et version québécoise (VQ) sur Doublage.qc.ca

## Accueil

### Box-office
- USA : 20 342 161 $ [4]
- France : 1 321 entrées [5]
- Mondial : 22 021 262 $[4]